# Spirostreptus rugifer
Spirostreptus rugifer är en mångfotingart som beskrevs av Voges 1878. Spirostreptus rugifer ingår i släktet Spirostreptus och familjen Spirostreptidae. Inga underarter finns listade i Catalogue of Life.